# Butler (Indiana)
Butler és una població dels Estats Units a l'estat d'Indiana. Segons el cens del 2000 tenia 2.725 habitants.

## Demografia
Segons el cens del 2000, Butler tenia 2.725 habitants, 983 habitatges, i 699 famílies. La densitat de població era de 587,8 habitants per km².
Dels 983 habitatges en un 40,5% hi vivien nens de menys de 18 anys, en un 53,8% hi vivien parelles casades, en un 12,1% dones solteres, i en un 28,8% no eren unitats familiars. En el 23,6% dels habitatges hi vivien persones soles el 8,1% de les quals corresponia a persones de 65 anys o més que vivien soles. El nombre mitjà de persones vivint en cada habitatge era de 2,68 i el nombre mitjà de persones que vivien en cada família era de 3,17.
Per edats la població es repartia de la següent manera: un 30,8% tenia menys de 18 anys, un 10,3% entre 18 i 24, un 30,5% entre 25 i 44, un 18,3% de 45 a 60 i un 10,2% 65 anys o més.
L'edat mediana era de 31 anys. Per cada 100 dones de 18 o més anys hi havia 90,2 homes.
La renda mediana per habitatge era de 37.250 $ i la renda mediana per família de 42.188 $. Els homes tenien una renda mediana de 32.361 $ mentre que les dones 21.404 $. La renda per capita de la població era de 15.040 $. Entorn del 5,5% de les famílies i el 9,7% de la població estaven per davall del llindar de pobresa.

## Poblacions més properes
El següent diagrama mostra les poblacions més properes.